# Eurytemora composita
Eurytemora composita is een eenoogkreeftjessoort uit de familie van de Temoridae. De wetenschappelijke naam van de soort is voor het eerst geldig gepubliceerd in 1929 door Keiser.